# Amaurobius distortus
Amaurobius distortus là một loài nhện trong họ Amaurobiidae.
Loài này thuộc chi Amaurobius. Amaurobius distortus được miêu tả năm 1972 bởi Leech.